# Литинская поморская община
Литинская поморская община — община старообрядцев-поморцев в посёлке городского типа Литин Винницкой области. Относится к Древлеправославной поморской церкви. Община возникла в первой половине XVIII века и существует по настоящий день.

## История
Достоверных данных о появлении старообрядцев в Литине нет. Вероятно, это произошло в первой половине XVIII века. К началу XX века в городе существовало две общины старообрядцев: беспоповская поморская и поповская белокриницкая; действовало два старообрядческих храма и два старообрядческих кладбища (второе кладбище было открыто в 1899 году, после заполнения первого). В 1904 году значительная часть беспоповцев перешла в единоверие.
Первая деревянная молельня была построена в 1748 году и была посвящена Покрову Пресвятой Богородицы. Она сгорела вследствие пожара и в 1899 году на её месте был построен новый каменный молитвенный дом, освящённый в честь Николы Чудотворца.
3 апреля 1906 года произошли столкновения между старообрядцами и евреями, вследствие чего был убит поморец Сергей Захаров, но в результате вмешательства властей дальнейшего развития конфликта удалось избежать.
Поморская молельня не закрывалась в годы советской власти. В 1930-х годах, когда все православные храмы Литина были закрыты, местные новообрядцы приходили молиться в поморскую часовню. После Великой Отечественной войны начались активные ассимиляционные процессы. Многие поморы вступили в смешанные браки с местным населением. Молодое поколение старообрядцев двуязычное, но общается между собой преимущественно на украинском языке.
В ноябре 2001 года за один раз из часовни было украдено 117 икон, в том числе 86 литых. Всего в начале 2000-х молельню грабили три раза. В общей сложности было похищено 126 образов и напрестольное Евангелие. В Никольской часовне осталось более пятидесяти икон.
В 2000-х годах молельню на Пасху посещали до 100 человек.

## Наставники
- Гавриил Савельев, 1882—?
- Савва Гусев, первая половина XX века
- Иван Семёнович Пушненко, 1926—1956
- Павел Петрович Расторгуев, 1956—1963
- Пётр Евсеевич Расторгуев, 1960-е—1970-е
- Захар Самуилович Тямушев, до 1987
- Мария Ивановна Расторгуева (Тямушева), с 1987 года
- Стефан Иванович Расторгуев, 1989—2001
- Иван Кириллович Тямушев, 1993—1996
- Алексей Иванович Расторгуев 2001—2003

По состоянию на 2010 год общину возглавляла М. И. Расторгуева.